# USS Nantucket (LCS-27)
Pour les articles homonymes, voir USS Nantucket.
L'USS Nantucket (LCS-27) est un littoral combat ship de classe Freedom de l’United States Navy,. Il est le troisième navire en service naval nommé d’après Nantucket. Fincantieri Marinette Marine a remporté le contrat de construction du navire le 6 octobre 2017.

## Conception
En 2002, l’US Navy a lancé un programme visant à développer le premier d’une flotte de littoral combat ships. La Navy a d’abord commandé deux navires monocoques à Lockheed Martin, qui sont devenus connus sous le nom de navires de combat côtiers de classe Freedom d’après le premier navire de la classe, l’USS Freedom,. Les navires de combat côtiers aux numéros impairs de l’US Navy sont construits en utilisant la conception monocoque de classe Freedom, tandis que les navires aux numéros pairs sont basés sur une conception concurrente à coque trimaran, la classe Independence de General Dynamics. La commande initiale de navires de combat côtiers concernait un total de quatre navires, dont deux de la classe Freedom. L’USS Nantucket est le quatorzième navire de combat côtier de classe Freedom à être construit.

## Carrière
Le navire a été baptisé le 7 août 2021 et mis à l’eau dans la rivière Menominee. Sa marraine était Polly Spencer, épouse de Richard V. Spencer, ancien secrétaire à la Marine des États-Unis.